# مايكل سمايلي
مايكل سمايلي (بالإنجليزية: Michael Smiley)‏ هو ممثل بريطاني، ولد في 1963 ببلفاست في المملكة المتحدة. من الجوائز التي نالها British Independent Film Award for Best Supporting Actor ‏ سنة 2011.

## أعمال

### أفلام
- (2004) شون أوف ذا ديد[5]
- (2006)  قصة قاتل
- (2008) فتاة بولين الأخرى[6]
- (2013) نهاية العالم[7]
- (2015) جراد البحر
- (2016) حمى التوليب[8]
- (2016) سلاح مجاني[9]

### مسلسلات
- المرآة السوداء
- لوثر

## جوائز
- British Independent Film Award for Best Supporting Actor [الإنجليزية]‏ (2011)

## وصلات خارجية
- مايكل سمايلي على موقع IMDb (الإنجليزية)
- مايكل سمايلي على موقع ألو سيني (الفرنسية)
- مايكل سمايلي على موقع أول موفي (الإنجليزية)
- مايكل سمايلي على موقع قاعدة بيانات الأفلام السويدية (السويدية)
- مايكل سمايلي على موقع قاعدة بيانات الفيلم (الإنجليزية)
- مايكل سمايلي على موقع كينوبويسك (الروسية)